# Los Guájares
Los Guájares est une municipalité de la province de Grenade, communauté autonome d'Andalousie, en Espagne.

## Géographie

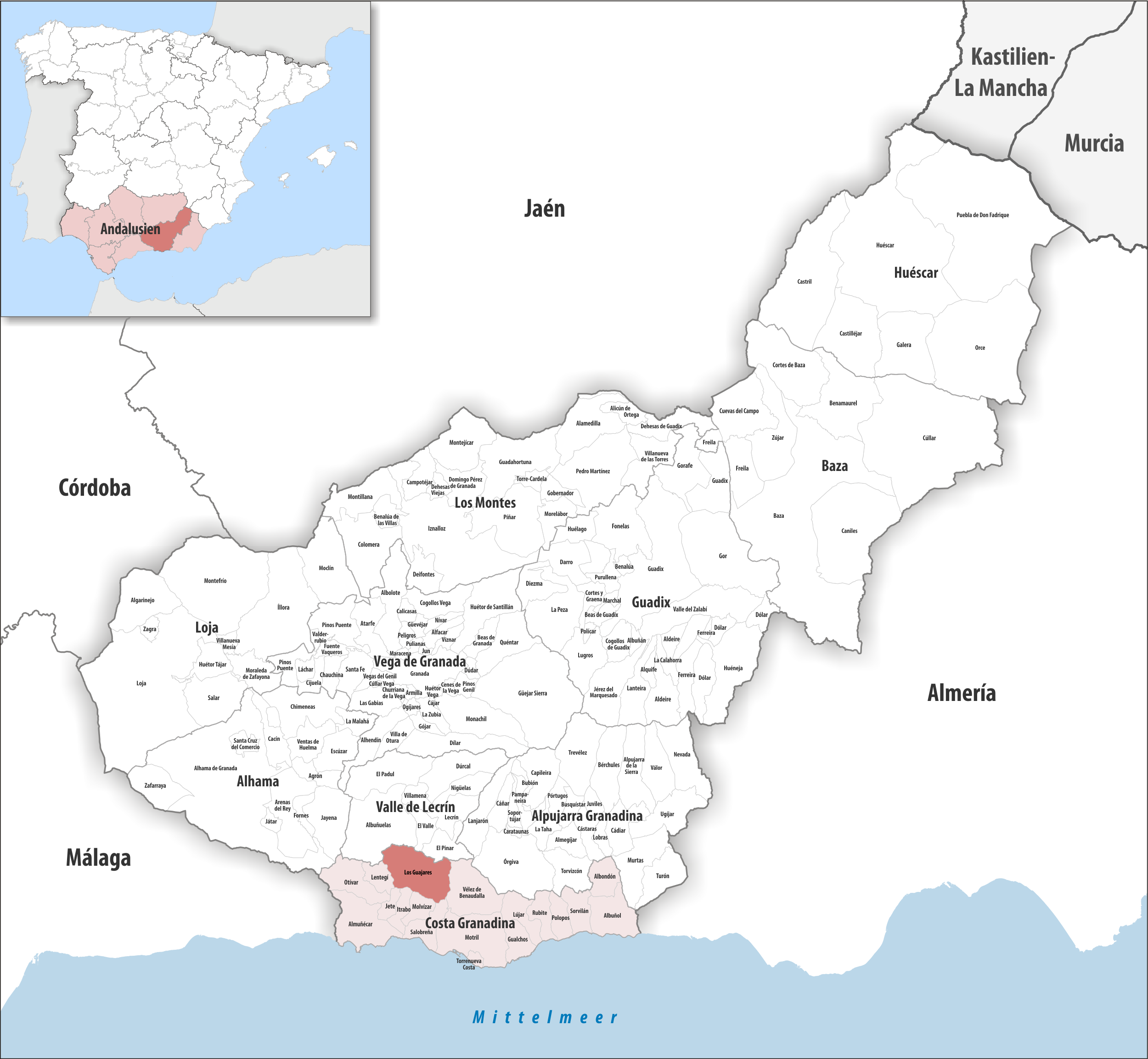
Los Guájares dans la comarque Côte grenadine, province de Grenade / en Andalousie

### Localisation
La commune de Los Guájares se trouve dans le sud  de l'Espagne, dans la partie est de la province de Grenade et dans le nord de la comarque Côte grenadine (en espagnol Costa Granadina).
Motril est à 26 km sud-sud-est ;
Grenade à 65 km nord ;
Madrid à 482 km nord ;
Gibraltar à 243 km ouest-sud-ouest (distances par route).

### Hydrographie
La Toba (es), affluent du fleuve Guadalfeo, prend source dans la partie nord-ouest de la commune, puis coule vers le sud-est. Elle rejoint la commune de Salobreña, la traverse entièrement et conflue avec le Guadalfeo juste à l'entrée du défilé appelé Tajo de los Vados,

### Généralités
Los Guájares est constitué par les localités de Guájar Alto, Guájar Faragüit, Guájar Fondón et Bernardilla - ces trois derniers desservis par la route GR-3204,.

## Administration

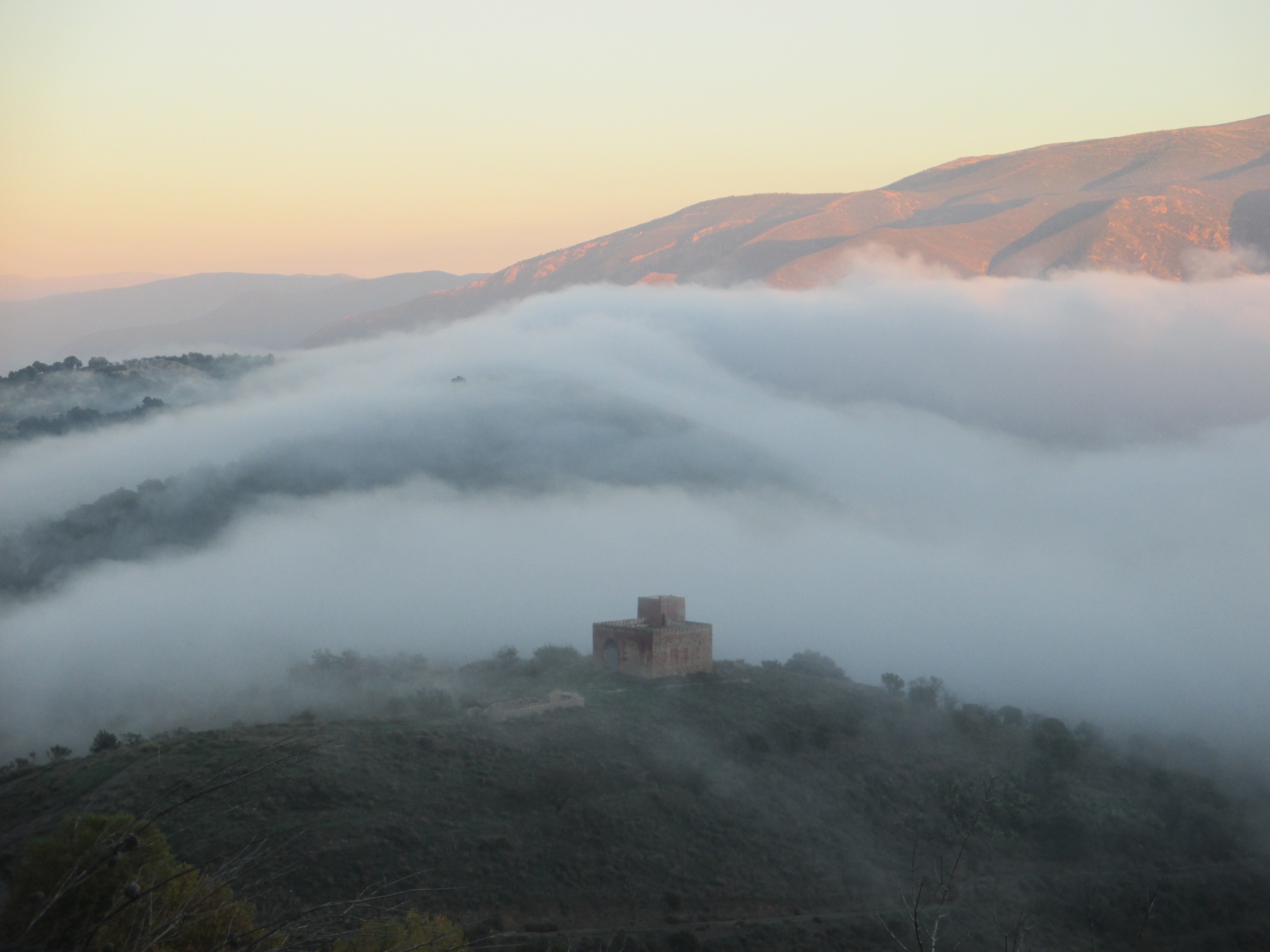
Château de la Venta de la Cebada

## Patrimoine
- Les mines à Cortijo Buenavista : quartz, calcite, cérusite (Pb CO3), smithsonite (Zn(CO3))[3],[4].
- Une fortification (probablement d'époque arabe)
- Église mudéjares
- Rivières et sources naturelles
- Le château de la Venta de la Cebada est proche de la route GR-3204, juste avant que cette route ne passe sur le territoire de El Pinar.

## Fêtes
Les fêtes patronales sont célébrés en août, chaque localité ayant les siennes, rendent honneur à leur patronyme :
- Le premier week-end d'août : fêtes en l'honneur de la Vierge de la Aurora, Guájar Fondón.
- Du 9 août au 11 août : fêtes en l'honneur de San Lorenzo, Guájar Faragüit.
- du 14 août au 16 août : fêtes en l'honneur de la Vierge de la Aurora, Guájar Alto.

Pendant toute l'année des « majordomes » se chargent de recueillir de l'argent à travers des activités distinctes, pour couvrir les frais des fêtes.
Les fêtes populaires spécifiques à la commune sont les journées culturelles Los Guájares, se tenant la dernière semaine d'avril ou première de mai ; et la Castañada ou Fête de la châtaigne, le 31 octobre.